# 埃斯皮耶

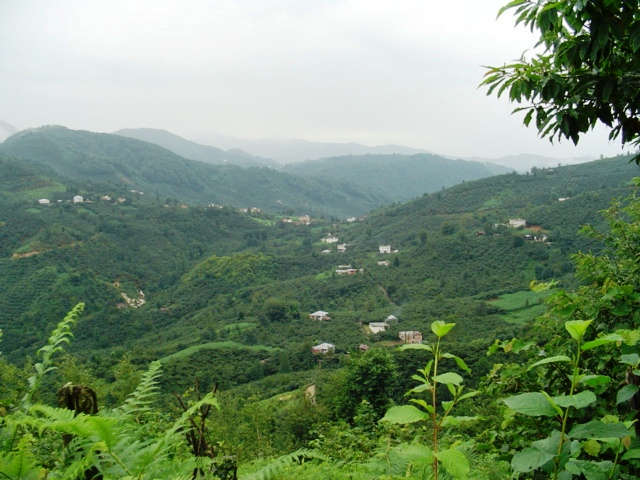

埃斯皮耶是土耳其的城鎮，由吉雷松省負責管轄，位於該國東北部黑海沿岸，距離首府吉雷松28公里，面積230平方公里，主要經濟活動有旅遊業，2011年人口17,379。

## 外部連結
- District Governor's official web site （页面存档备份，存于）
- Espiye photo gallery 由 Espiye Municipality